# Florent Payet
Pour les articles homonymes, voir Payet.
Florent Payet est un descendeur français, né le 21 novembre 1986.

## Biographie
Né à Saint-Denis sur l'ile de la Réunion, il est actuellement membre de l'équipe Voulvoul racing.
Il a d'abord pratiqué le VTT trial et le BMX; en dehors du vélo, il pratique le triathlon. 
Il a grandi à La Réunion, dans la commune de La Montagne, commune annexe de Saint-Denis. Il s'entraîne souvent dans son enfance, dans les pentes abruptes du Parc du Colorado (réserve naturelle de l'île de la Réunion). Il obtient son Baccalauréat économique et social en 2005 au lycée Bellepierre.

## Palmarès
- 2004
  -  Champion d'Europe de descente juniors
  -  Médaillé d'argent du championnat du monde de descente juniors
  - 2e du championnat de France de descente
- 2007
  - 3e du championnat d'Europe de descente
- 2008
  -  Champion d'Europe de descente[1]
  - 3e du championnat de France de descente
- 2012
  - 8e du championnat du monde de descente
- 2013
  - 3e du championnat de France de descente
- 2016
  - 3e du championnat de France de descente
  -  Médaillé de bronze du championnat du monde de descente
- 2017
  -  Champion d'Europe de descente